# آبگیر بزرگ
آبگیر بزرگ (انگلیسی: The Big Pond) فیلمی در ژانر کمدی رمانتیک و رمانتیک به کارگردانی هوبرت هنلی است که در سال ۱۹۳۰ منتشر شد. از بازیگران آن می‌توان به موریس شوالیه، کلودت کولبرت، جورج باربیه و نات پندلتن اشاره کرد.